# Euler-egyenes
Az Euler-egyenes egy Leonhard Euler által felfedezett egyenes, ami a háromszög megadott három (illetve négy) pontjára illeszkedik. Az egyenes jelentősége egyes szerkesztések esetén lényeges.

## Tétel

Az Euler-egyenes a P, G és O pontokon halad keresztül. Itt P a magasságpont, G a súlypont és O a köré írt kör középpontja.

Egy ABC háromszögben a magasságpont, a súlypont és a köréírt kör középpontja egy egyenesre esik. Ezt nevezzük a háromszög Euler-egyenesének.
Speciálisan ha a háromszög szimmetrikus, akkor az Euler-egyenes a háromszög szimmetriatengelye is egyúttal.
Szabályos háromszögek esetén a három pont egybeesik, ekkor bármely, ezt a pontot tartalmazó egyenes lehet Euler-egyenes.
Ha a háromszög derékszögű, akkor Euler-egyenese az átfogóhoz tartozó súlyvonal egyenese: ilyenkor ui. az átfogó felezőpontja (a Thalész-tétel megfordítása értelmében) a körülírt kör középpontja, továbbá a derékszögű csúcs a magasságpont.
Bizonyítható az is, hogy a Feuerbach-kör középpontja is ezen az egyenesen van, és felezi a magasságpont és a köréírható kör középpontja közötti szakaszt.

## Bizonyítás

### Háromszögek hasonlóságával

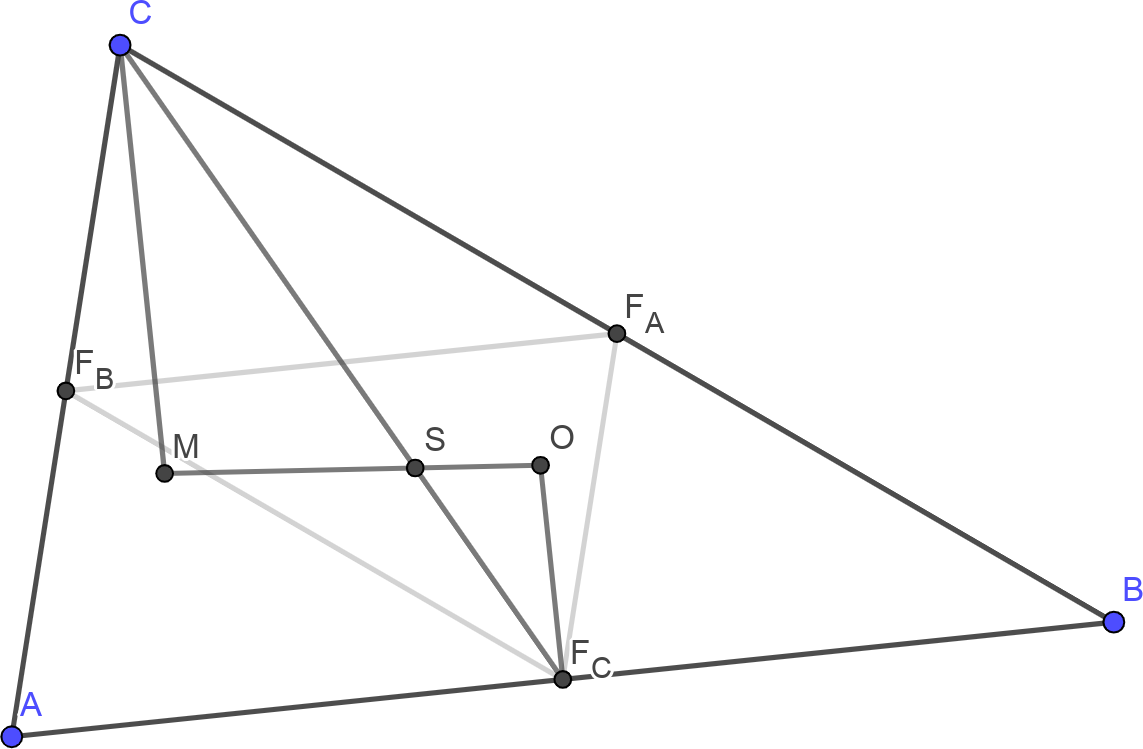
Euler egyenes bizonyítása

Legyen az ABC háromszög magasságpontja M, súlypontja S és a köré írható kör középpontja O. Az oldalfelező pontok rendre FA, FB és FC. Az FAFBFC háromszög hasonló az ABC-hez, és λ=2 a hasonlóság aránya. Az FCO szakasz merőleges az FAFB szakaszra, így megfelel a CM szakasznak.
Mivel S rajta van a CFC szakaszon, ezért az OFCS∠ és SCM∠ szögek, mivel párhuzamos szárú szögek, egyenlőek. Továbbá CS=2·SFC, ezért SOFC△~SMC△. Ezen okból OSFC∠=MSC∠, amik csúcsa közös, egyik száruk egy egyenesen van, ezért a másik száruk is. QED

### Transzformációval
Ha az ABC háromszöget az S súlypontra λ=-1/2 arányú hasonlósággal leképezzük, az FAFBFC háromszöget kapjuk. Az ABC háromszög súlyvonalai az FAFBFC háromszög súlyvonalai lesznek. Mivel ez utóbbi a súlyponti háromszög, a magasságvonalai az eredeti háromszög oldalfelezői. Így a magasságpont hasonló képe a köréírható kör O középpontja lesz. Mivel pont és képe által meghatározott egyenes tartalmazza a hasonlóság centrumát, a tételt bebizonyítottuk. QED